# Ярден, Йосеф
Йосеф Ярден (ивр. יוסף ירדן‎; род. 1952) — израильский учёный-биохимик, профессор биохимии в институте Вейцмана, лауреат Государственной премии Израиля (2017) и премии ЭМЕТ (2007).

## Биография
Йосеф Ярден родился в 1952 году в Тверии в семье репатриантов из города Мекнес, Марокко. Он вырос в Нацерет-Илите c двумя братьями и сестрой. Был призван в Армию обороны Израиля в бригаду Цанханим, где окончил курс молодого бойца, курс парашютистов и курс пехотных офицеров. В конце курса он был назначен командиром взвода. Как молодой офицер-парашютист сражался в 1973 году во время войны Судного дня. В 1974 году он стал командиром парашютистов в батальоне 202. Как резервист, Ярден достиг звания подполковника. 
В 1979 году он с отличием защитил диплом по биологии и геологии в Еврейском университете в Иерусалиме. Затем Ярден получил докторскую степень в Институте Вайцмана. В 1985 году он закончил обучение в области молекулярной биологии в компании Genentech в Сан-Франциско и в Массачусетском технологическом институте. Он работал преподавателем с 1988 года, а в 1989 году создал свою исследовательскую лабораторию в Институте Вейцмана. 
В 2007 году он был удостоен премии ЭМЕТ, а в 2017 году был объявлен лауреатом Государственной премии Израиля.